# Mr. et Mrs. Smith (bande originale)
Pour les articles homonymes, voir Mr. et Mrs. Smith.
Pour l'album, voir Mr. et Mrs. Smith (album).
Mr. & Mrs. Smith - Original Motion Picture Score du compositeur américain John Powell, est la bande originale distribué par Lakeshore Records du film américain, Mr. et Mrs. Smith réalisé par Doug Liman en 2005.

## Liste des titres
Toute la musique est composée par John Powell.
| 1.    | Bogota                   | 1:37 |
| 2.    | The Bedroom              | 1:10 |
| 3.    | Playing House            | 1:34 |
| 4.    | Assignments              | 1:12 |
| 5.    | His and Her Hits         | 2:45 |
| 6.    | Office Work              | 2:09 |
| 7.    | Desert Foxes             | 2:36 |
| 8.    | John and Jane's Identity | 2:01 |
| 9.    | Dinner                   | 4:14 |
| 10.   | Hood Jump                | 1:45 |
| 11.   | Mutual Thoughts          | 1:02 |
| 12.   | John Drops In            | 2:29 |
| 13.   | Tango De Los Asesinos    | 4:27 |
| 14.   | Two Phone Calls          | 1:52 |
| 15.   | Kiss and Make Up         | 1:53 |
| 16.   | Minivan Chase            | 2:12 |
| 17.   | Shopping Spree           | 4:19 |
| 18.   | Dodging Bullets          | 1:20 |
| 19.   | The Next Adventure       | 3:28 |
| 44:05 |                          |      |

## Musiques additionnelles
- Outre les titres présents, sur l'album, on entend aussi durant le film les morceaux suivants [1], qui ne sont, ni repris sur cet album, ni sur l'album Mr. & Mrs. Smith - Original Motion Picture Soundtrack. Il s'agit de :
  - Oxidados
    - Écrit et interprété par Plastilina Mosh
    - Avec l'aimable autorisation d'EMI Latin
    - Sous licence d'EMI Film & Television Music

  - Mi Dulce Caridad
    - Écrit et interprété par Matt Hirt & Francisco Rodriguez
    - Avec l'aimable autorisation de Marc Ferrari/Mastersource

  - (Who Discovered) America
    - Écrit par William Abers[2], Asdrubal Sierra[3], Jason Roberts[4]...
    - Interprété par Ozomatli
    - Avec l'aimable autorisation de Concord Records

  - The Worst Day Since Yesterday
    - Écrit et interprété par Flogging Molly
    - Avec l'aimable autorisation de Side One Dummy Records

  - Guillaume Tell "Ouverture"
    - Écrit par Gioachino Rossini

  - Girl from Ipanema
    - Écrit par Vinícius de Moraes, Norman Gimbel, Antônio Carlos Jobim
    - Interprété par Alana Da Fonseca[5]
    - Avec l'aimable autorisation de DeeTown Entertainment, Inc.

  - Cool Breeze
    - Écrit par William Bergman
    - Avec l'aimable autorisation de Megatrax Production Music, Inc.

  - Mondo Bongo
    - Écrit par Pablo Cook[6], Tymon Dogg[7], John Murray, Scott Shields, 'Martin Slattery'[8], Joe Strummer
    - Interprété par Joe Strummer & The Mescaleros
    - Remixé par John Powell
    - Avec l'aimable autorisation d'Hellcat Records